# Mario Turco
Mario Turco (Taranto, 14 giugno 1968) è un politico italiano.
Senatore della Repubblica dal 23 marzo 2018 per il Movimento 5 Stelle, di cui dal 21 ottobre 2021 è vicepresidente del partito, è stato sottosegretario di Stato alla Presidenza del Consiglio dei ministri con delega alla programmazione economica e agli investimenti dal 16 settembre 2019 al 13 febbraio 2021 nel governo Conte II.

## Biografia
Nato a Taranto, dove tuttora risiede, si è laureato in economia e commercio presso l'Università di Bari nel 1992, conseguendo il titolo di dottore commercialista nel 1993, iscritto nell'albo della Circoscrizione dell'Ordine di Taranto dal 1994 ed è Revisore Legale dei Conti dal novembre 1999, nonché Amministratore giudiziario.

### Attività accademica e contabile
È Professore Associato di Economia Aziendale presso la sua alma mater. Ha conseguito l’Abilitazione Scientifica Nazionale di Professore Ordinario in Economia Aziendale nel VI quadrimestre 2021-2023. È socio dell’Accademia Italiana di Economia Aziendale (AIDEA), della Società Italiana dei Docenti di Ragioneria e di economia Aziendale (SIDREA), nonché della Società Italiana di Storia della Ragioneria (SISR).
Nel corso della sua carriera accademica è stato titolare delle cattedre di "Economia Aziendale" e di "Ragioneria Generale ed Applicata".
Presso l'Università del Salento è stato, a partire dal 2000, anche Ricercatore a tempo indeterminato. 
È titolare di numerose pubblicazioni scientifiche, internazionali e nazionali, su tematiche di accounting, contabilità direzionale ed amministrazione pubblica.
È stato componente della Commissione Studi sugli Enti Pubblici e sugli Enti locali in dissesto finanziario presso il Consiglio Nazionale dei Dottori commercialisti.
Ha svolto attività di consulente e perito presso l'Autorità giudiziaria (civile e penale) su tematiche contabili, reati societari e fallimentari per diverse Procure della Repubblica ed ha ricoperto incarichi di Curatore fallimentare e di Commissario giudiziale presso diversi Tribunali.
Ha ricoperto incarichi di Presidente di Collegio sindacale e di Sindaco effettivo preso Enti pubblici, istituti di credito e società di capitali.

### Senatore della Repubblica
Alle elezioni politiche del 2018 viene candidato al Senato della Repubblica nel collegio uninominale Puglia - 07 (Taranto), sostenuto dal Movimento 5 Stelle, dove viene eletto senatore con il 45,65% dei voti davanti ai candidati del centro-destra Maria Francavilla (33,26%) e del centro-sinistra Maria Grazia Cascarano (15,15%).
Dal 16 settembre 2019 al 13 febbraio 2021, nel corso del Governo Conte II, ha ricoperto l'incarico di Sottosegretario di Stato alla Presidenza del Consiglio dei Ministri, con delega alla Programmazione economica e agli investimenti. Ha, inoltre, coordinato il Dipartimento per la Programmazione e il Coordinamento della Politica Economica, nonché è stato responsabile del Contratto Istituzionale di Sviluppo di Taranto.
Il 21 ottobre 2021 viene nominato da Giuseppe Conte vicepresidente del Movimento 5 Stelle, assieme a Paola Taverna, Alessandra Todde, Riccardo Ricciardi e Michele Gubitosa.. È coordinatore del comitato "Economia, Lavoro e Imprese" del Movimento 5 Stelle, a seguito di votazione degli iscritti avvenuta a dicembre 2023.
Alle elezioni politiche anticipate del 25 settembre 2022 viene ricandidato per il Senato, come capolista del Movimento 5 Stelle nei collegi plurinominali Puglia - 01 e Basilicata - 01, risultando eletto in quest'ultimo. Nella XIX legislatura della Repubblica è componente della 6ª Commissione Finanze e tesoro.